# Cantoria de Luca della Robbia

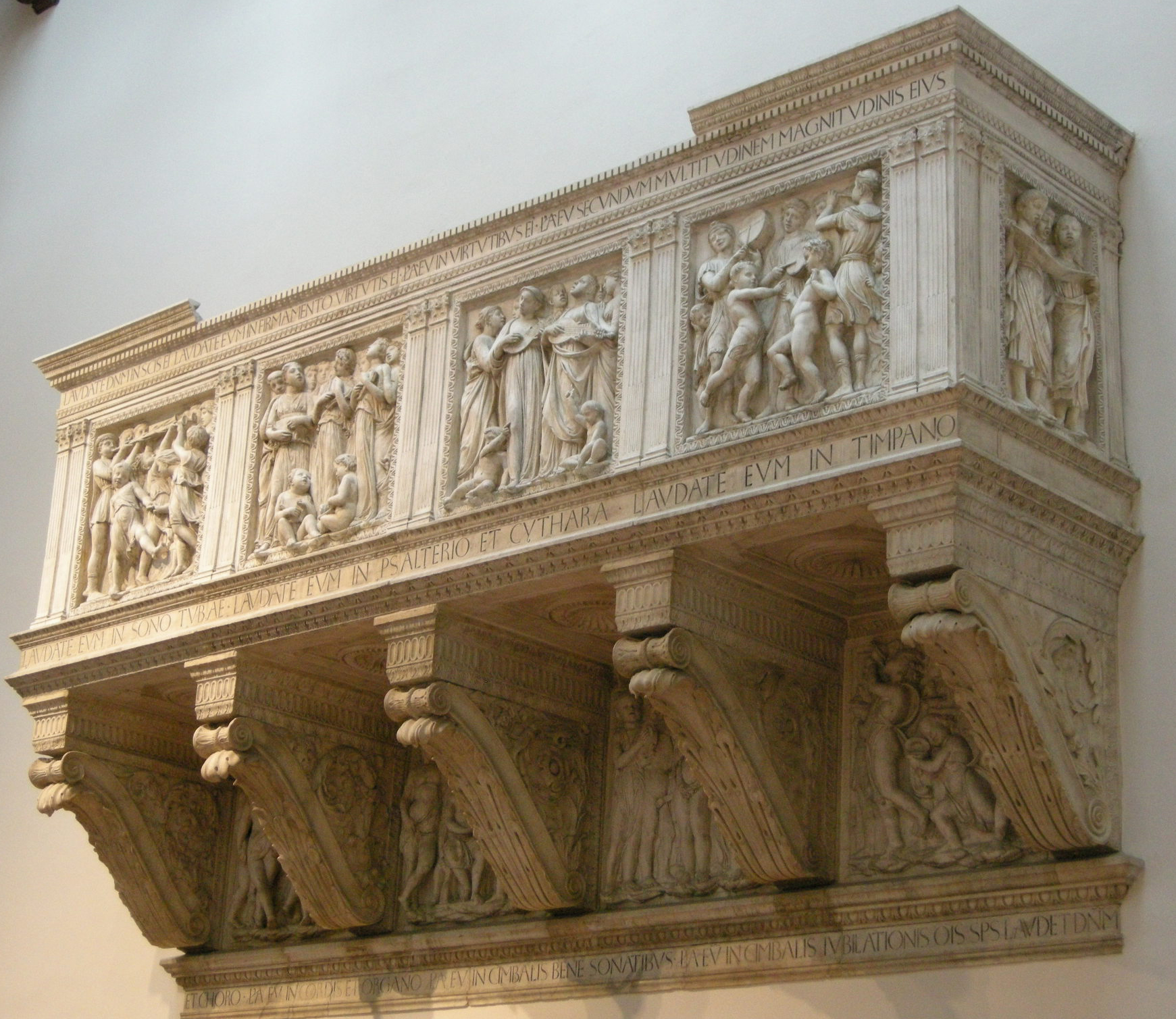
Cantoria de Luca della Robbia.

La Cantoria de Luca della Robbia est un chef-d'œuvre du début de la Renaissance florentine sculpté entre 1431 et 1438 par Luca della Robbia pour la cathédrale Santa Maria del Fiore de Florence et conservé aujourd'hui au Museo dell'Opera del Duomo de Florence (en face de la Cantoria de Donatello).
Cette cantoria est une tribune pour les chantres. Ici (selon les panneaux d'illustration figurant sur les façades) ce sont des enfants (ou des jeunes gens)/élèves du chœur professionnel montés sur ce balcon pour chanter (ou également jouer de certains instruments de musique). Cette tribune de marbre, installée en 1438, est actuellement conservée au Musée de l'Œuvre du Dôme de Florence, Italie.

## Description et style

### Les reliefs
| Rif. | Img | Sujet                                                                                       | Note |
| ---- | --- | ------------------------------------------------------------------------------------------- | --- |
| 1    |     | Cantores (« chantres »)                                                                     | La scène possède un point de vue « de biais » démontré par le relief légèrement renversé des cheveux de l'enfant situé au second plan au centre. |
| 2    |     | LAUDATE EUM IN SONO TUBAE (« Louez-le au son de la trompette »)                             | La scène est construite avec des lignes perpendiculaires le long du bord et diagonales au centre accentuant le sens du mouvement des enfants qui dansent. Ces figures ressemblent dans leur pose aux putti de Donatello du pupitre du Duomo de Prato.                   |
| 3    |     | LAUDATE EUM IN PSALTERIO (« Louez-les avec le psaltérion »)                                 | La variété des plans du haut-relief au stiacciato, génère un effet spatial. |
| 4    |     | ET CYTHARA (« Et avec le luth »)                                                            | La scène est située comme la précédente et est composée de figures féminines et putti assis. |
| 5    |     | LAUDATE EUM IN TIMPANO (« Louez-le avec le tambour »)                                       | La scène est animée par des personnages souriants dans une danse joyeuse avec un putto au centre. |
| 6    |     | Cantores                                                                                    | La scène est située frontalement avec les chantres qui lisent une page déroulée vers le spectateur, le jeune chanteur situé à l'extrémité de droite ne lit pas et semble s'ennuyer.                                                                                     |
| 7    |     | ET CHORO (« Et avec la danse »)                                                             | La scène montre une série de putti qui font une ronde, inspirés plastiquement de ceux de Donatello. |
| 8    |     | LAUDATE EUM IN CORDIS ET ORGANO (« Louez-le avec des instruments à corde et avec l'orgue ») | Illustration du psaume 150 (Laudate Dominum in sanctis ejus). La scène est dense, les figures sont disposées en profondeur et interfèrent entre elles, non seulement par la proximité physique mais surtout par l'oreille.                                              |
| 9    |     | LAUDATE EUM IN CIMBALIS BENE SONANTIBUS (« Louez-le avec des cymbales résonantes »)         | La scène est dominée par le putto avec une guirlande au milieu et autour duquel sont disposés en demi-cercle les autres anges. |
| 10   |     | LAUDATE EUM IN CIMBALIS IUBILATIONIS (« Louez-le avec les cymbales retentissantes »)        | Cette scène montre aussi des putti dansants à la manière de Donatello et construite sur plusieurs plans avec des diagonales mettant en évidence le sens du mouvement. Les putti sont gais et souriants comme s'ils étaient amusés par le son retentissant des cymbales. |